# 西 (栄町)
西（にし）は、千葉県印旛郡栄町の大字。郵便番号270-1534。

## 地理
北は茨城県利根町中谷、東は布太、南東は南、南は印西市平岡、西は印西市竹袋、北西は茨城県利根町布川に隣接している。

## 世帯数と人口
2017年（平成29年）11月1日現在の世帯数と人口は以下の通りである。
| 大字 | 世帯数 | 人口  |
| ---- | ------ | ----- |
| 西   | 56世帯 | 154人 |

## 小・中学校の学区
町立小・中学校に通う場合、学区は以下の通りとなる。
| 地域 | 小学校           | 中学校         |
| ---- | ---------------- | -------------- |
| 全域 | 栄町立布鎌小学校 | 栄町立栄中学校 |

## 施設
- 惣社水神社
- 庵寺

## 交通

### バス
- 栄町循環バス[5]
  - 布鎌循環ルート[6][7]
    - （布太） - 45惣社水神社入口 - （南ケ丘）

### 道路
- 国道
  - 国道356号